# Aign (Mitterfels)
Aign ist ein Gemeindeteil des Marktes Mitterfels im niederbayerischen Landkreis Straubing-Bogen.
Der Weiler  liegt drei Kilometer südwestlich des Ortskerns von Mitterfels, die Kinsach im Norden und die Staatsstraße 2140 im Süden.

## Geschichte
Im Jahr 1805 gehörte Aign zur Hofmark Scheibelsgrub und hatte zwei Häuser mit zwei Herdstellen.
Einwohnerentwicklung
| Jahr        | 1805 | 1831 | 1838 | 1860 | 1861 | 1871 | 1875 | 1885 | 1900 | 1913 | 1925 | 1950 | 1961 | 1970 | 1987 |
| ----------- | ---- | ---- | ---- | ---- | ---- | ---- | ---- | ---- | ---- | ---- | ---- | ---- | ---- | ---- | ---- |
| Einwohner   |      | 12   | 20   | 10   | 14   | 16   | 13   | 12   | 11   | 10   | 13   | 12   | 17   | 13   | 14   |
| Wohngebäude | 2    | 2    | 2    | 2    |      |      |      | 2    | 2    | 2    | 2    | 2    | 3    |      | 3    |

## Umwelt
Aign liegt im Landschaftsschutzgebiet Bayerischer Wald.

## Kirchensprengel
Der Ort Aign ist der kath. Pfarrgemeinde Steinach zugeordnet.